# Abe no Yoritoki
Abe no Yoritoki (japanisch 安倍 頼時; geboren in der Provinz Mutsu; gestorben 1057 in der befestigten Anlage Chōkai, Provinz Mutsu) war ein Anführer der nach Nordjapan versetzten Japaner in der Mitte der Heian-Zeit.

## Leben und Wirken
Abe no Yoritoki war ein Sohn von Daijō Tadayoshi (大掾 忠良). Zunächst hieß er Yoriyoshi (頼良), wurde dann bekannt als Yasudayu (安大夫). Es heißt, die Familie Abe (安倍氏) stamme von Abi (安日) ab, einem Bruder von Nagasunehiko (長髄彦), der sich Kaiser Jinmus Ostexpedition widersetzte und aus der Provinz Settsu nach in die Provinz Mutsu floh, wo er sich niederließ. Der Nachname Abe wurde ihm wahrscheinlich als lokaler Befehlshaber gegeben.
Yoritoki trat in die Fußstapfen seines Großvaters Tadayori (忠頼), der als Oberster die lokale Verwaltung der Provinz Mutsu übernommen hatte. Er wurde Gouverneur der sechs Bezirke Isawa (胆沢), Esashi (江刺), Waga (和賀), Hienuki (稗貫), Shiwa (紫波) und Iwate (岩手) in Nordjapan. Er nutzte seine Macht, um eine bewachte Sperre bei Koremogawa (衣川) zu errichten. Weiter betonte er seine Unabhängigkeit, indem er weder Steuern zahlte noch sich den kaiserlichen Befehlen unterwarf. Im Jahr 1051, nach der Niederlage des Gouverneurs von Mutsu, Fujiwara no Naruto (藤原 登任; 987–?), und seiner Männer, wurde Minamoto no Yoriyoshi (源 頼義; 988–1075) zum Gouverneur von Mutsu ernannt und nahm die Herausforderung von Yoritoki an. Yoritoki kehrte vorübergehend nach Mutsu zurück und änderte seinen Namen von Yoriyoshi in Yoritoki, um nicht den gleichen Vornamen wie Minamoto no Yoriyoshi zu haben.
Im Jahr 1056 verschlechterten sich jedoch die Beziehungen zwischen Minamoto no Yoriyoshi und Yoritokis Sohn Sadatō weiter, und der Krieg wurde wieder aufgenommen. Im folgenden Jahr kämpfte Yoritoki an der Seite von Sadatō am Korogawa-Fluss, wo er von einem verirrten Pfeil getroffen und seiner befestigten Anlage Chōkai getötet wurde.